# Campeonato Asiático de Hóquei em Patins de 2012
O Campeonato Asiático de Hóquei em Patins é uma competição de Hóquei em Patins com a participação das selecções do continente Asiático, que acontece de dois em dois anos. 
Esta competição é organizada pela CARS, Federação Asiática de Patinagem.
A 12ª edição do Campeonato Asiático de hóquei em patins disputou-se entre 27 de Outubro a 1 de Novembro em Hefei, na China, com quatro equipas de seniores masculinos. 

## Países Participantes
Índia
 Macau
 Taiwan
 Austrália

### 1ªFase
| Time      | J | V | E | D | GP | GC | SG  | Pts |
| --------- | - | - | - | - | -- | -- | --- | --- |
| Macau     | 3 | 3 | 0 | 0 | 39 | 18 | +21 | 9   |
| Índia     | 3 | 2 | 0 | 1 | 26 | 29 | −3  | 6   |
| Austrália | 3 | 1 | 0 | 2 | 19 | 27 | −8  | 3   |
| Taiwan    | 3 | 0 | 0 | 3 | 21 | 31 | −10 | 0   |

|           | MAC | IND  | AUS  | TWN   |
| --------- | --- | ---- | ---- | ----- |
| Macau     | –   | 13–6 | 15–7 | 11–5  |
| Índia     |     | –    | 7–5  | 13–11 |
| Austrália |     |      | –    | 7–5   |
| Taiwan    |     |      |      | –     |

### MEIA FINAL
| Macau | 16 | Taiwan    | 2 |
| Índia | 6  | Austrália | 5 |
| ----- | -- | --------- | - |

### FINAL
| 31 Outubro | Macau | 6 - 3 | Índia |  |
|            |       |       |       |  |

## Ligações Externas
- India Federation of Roller Sports
- Hong Kong Federation of Roller Sports
- South Korean Federation of Roller Sports
- Japan Roller Sports Federation
- Hóquei Macau
- Tribuna de Macau